# جاك ناتزسسحي
جاك ناتزسسحي (بالإنجليزية: Jack Nitzsche)‏ (و. 1937 – 2000 م) هو ملحن، وعازف بيانو، وعازف جاز، وعازف ساكسفون، ومنتج أسطوانات، ومؤلفو موسيقى تصويرية أمريكي، ولد في شيكاغو، يستخدم آلات بيانو، وساكسفون، توفي في هوليوود، عن عمر يناهز 63 عاماً، بسبب مرض معد.

## وصلات خارجية
- جاك ناتزسسحي على موقع IMDb (الإنجليزية)
- جاك ناتزسسحي على موقع ألو سيني (الفرنسية)
- جاك ناتزسسحي على موقع ميوزك برينز (الإنجليزية)
- جاك ناتزسسحي على موقع أول موفي (الإنجليزية)
- جاك ناتزسسحي على موقع قاعدة بيانات الأفلام السويدية (السويدية)
- جاك ناتزسسحي على موقع أول ميوزيك (الإنجليزية)
- جاك ناتزسسحي على موقع ديسكوغز (الإنجليزية)
- جاك ناتزسسحي على موقع قاعدة بيانات الفيلم (الإنجليزية)
- جاك ناتزسسحي على موقع كينوبويسك (الروسية)